# Derek Porter
Derek Porter, né le 2 novembre 1967 à Belfast au Royaume-Uni, est un rameur d'aviron canadien. 

## Carrière
Derek Porter participe aux Jeux olympiques de 1992 à Barcelone et remporte la médaille d'or avec le huit canadien composé de Andrew Crosby, Bruce Robertson, Michael Forgeron, Robert Marland, John Wallace, Terence Paul, Darren Barber et Michael Rascher. Lors des Jeux olympiques d'été de 1996, il remporte la médaille d'argent dans l'épreuve du skiff.